# Elecciones municipales de Huancavelica de 2018
Las elecciones municipales de Huancavelica de 2018 se llevaron a cabo el 7 de octubre de 2018 para elegir al alcalde y al Concejo Provincial de Huancavelica para el periodo 2019-2022. La elección se celebró simultáneamente con elecciones regionales y municipales (provinciales y distritales) en todo el Perú.
Como resultado de esta elección, Rómulo Cayllahua Paytán, candidato del Movimiento Independiente Trabajando para Todos, obtuvo el 31.20% de votos válidos y resultó electo como alcalde provincial de Huancavelica.

## Sistema electoral
La Municipalidad Provincial de Huancavelica es el órgano administrativo y de gobierno de la provincia de Huancavelica. Está compuesta por el alcalde y el Concejo Provincial.
La votación del alcalde y el concejo se realiza en base al sufragio universal, que comprende a todos los ciudadanos nacionales mayores de dieciocho años, empadronados y residentes en la provincia de Huancavelica y en pleno goce de sus derechos políticos, así como a los ciudadanos no nacionales residentes y empadronados en la provincia de Huancavelica. No hay reelección inmediata de alcaldes.
El Concejo Provincial de Huancavelica está compuesto por 11 regidores elegidos por sufragio directo para un período de cuatro (4) años, en forma conjunta con la elección del alcalde (quien la preside). La votación es por lista cerrada y bloqueada. Se asigna a la lista ganadora los escaños según el método d'Hondt o la mitad más uno, lo que más le favorezca.

## Composición del Concejo Provincial de Huancavelica
La siguiente tabla muestra la composición del Concejo Provincial de Huancavelica antes de las elecciones.
| Partidos | Partidos                                                  | Regidores |
| -------- | --------------------------------------------------------- | --------- |
|          | Movimiento Independiente Regional AYLLU                   | 7         |
|          | Movimiento Independiente Trabajando para Todos            | 2         |
|          | Movimiento Independiente Regional Unidos por Huancavelica | 1         |
|          | Movimiento Regional AYNI                                  | 1         |

## Partidos y candidatos
A continuación se muestra una lista de los principales partidos y alianzas electorales que participaron en las elecciones:
| Candidatura | Candidatura | Partidos y alianzas                                                     | Candidato | Candidato                 | Ideología                                                          | Resultado previo | Resultado previo | Ref.  |
| Candidatura | Candidatura | Partidos y alianzas                                                     | Candidato | Candidato                 | Ideología                                                          | Votos (%)        | Reg.             | Ref.  |
| ----------- | ----------- | ----------------------------------------------------------------------- | --------- | ------------------------- | ------------------------------------------------------------------ | ---------------- | ---------------- | ----- |
|             | MITT        | Lista - Movimiento Independiente Trabajando para Todos (MITT)           |           | Rómulo Cayllahua Paytán   | Regionalismo huancavelicano                                        | 23.78%           | 2                | [ 3 ] |
|             | AYNI        | Lista - Movimiento Regional AYNI (AYNI)                                 |           | Toribio Castro Cornejo    | Regionalismo huancavelicano                                        | 11.12%           | 1                | [ 3 ] |
|             | MINCAP      | Lista - Movimiento Independiente de Campesinos y Profesionales (MINCAP) |           | Héctor Riveros Carhuapoma | Regionalismo huancavelicano                                        | 10.68%           | 0                | [ 3 ] |
|             | AGUA        | Lista - Movimiento Regional AGUA (AGUA)                                 |           | David Cepida Quispe       | Regionalismo huancavelicano                                        | 6.38%            | 0                | [ 3 ] |
|             | APP         | Lista - Alianza para el Progreso (APP)                                  |           | Alfredo Ccora Montes      | Liberalismo económico Conservadurismo liberal Populismo de derecha | 3.19%            | 0                | [ 3 ] |
|             | AP          | Lista - Acción Popular (AP)                                             |           | Luis Contreras Caballón   | Partido atrapalotodo                                               | 0.81%            | 0                | [ 3 ] |
|             | SP          | Lista - Somos Perú (SP)                                                 |           | Juan Quispe Molina        | Democracia cristiana Conservadurismo social                        | Nuevo            | Nuevo            | [ 3 ] |
|             | DD          | Lista - Democracia Directa (DD)                                         |           | Rocío Palomino Arango     | Socialismo Nacionalismo de izquierda Ecologismo                    | Nuevo            | Nuevo            | [ 3 ] |
|             | PL          | Lista - Perú Libertario (PL)                                            |           | Alfredo Pariona Sinche    | Socialismo del siglo XXI Marxismo-leninismo Mariateguismo          | Nuevo            | Nuevo            | [ 3 ] |
|             | HS          | Lista - Huancavelica Sostenible (HS)                                    |           | Ryder Chino Montes        | Regionalismo huancavelicano                                        | Nuevo            | Nuevo            | [ 3 ] |

## Sondeos de opinión
Las siguientes tablas enumeran las estimaciones de la intención de voto en orden cronológico inverso, mostrando las más recientes primero y utilizando las fechas en las que se realizó el trabajo de campo de la encuesta. Cuando se desconocen las fechas del trabajo de campo, se proporciona la fecha de publicación.
Leyenda:
     Sondeo realizado en el periodo de prohibición legal de la difusión de sondeos de intención de voto.

### Intención de voto
La siguiente tabla enumera las estimaciones ponderadas (sin incluir votos en blanco y nulos) de la intención de voto.
| Encuestadora/Medio             | Fecha      | Muestra | Rómulo Cayllahua | Toribio Castro | David Cepida | Ryder Chino | Héctor Riveros | Juan Quispe | Rocío Palomino | Dif. |  |  |  |
| ------------------------------ | ---------- | ------- | ---------------- | -------------- | ------------ | ----------- | -------------- | ----------- | -------------- | ---- |  |  |  |
| Encuestadora/Medio             | Fecha      | Muestra |                  |                |              |             |                |             |                |      |  |  |  |
| Elecciones municipales de 2018 | 7 oct 2018 | —       | 31.2             | 29.3           | 10.1         | 10.0        | 9.8            | 3.8         | 2.2            | 1.9  |  |  |  |
|                                |            |         |                  |                |              |             |                |             |                |      |  |  |  |
| Ipsos Perú/América             | 7 oct 2018 | ?       | 30.7             | 30.2           | –            | 10.4        | 9.6            | –           | –              | 0.5  |  |  |  |
| Ipsos Perú/América             | 7 oct 2018 | ?       | 25.1             | 35.9           | 11.0         | –           | 11.3           | –           | –              | 10.8 |  |  |  |

## Resultados

### Sumario general
| |                                                                 |              |              |              |           |           |
| Partidos y coaliciones | Partidos y coaliciones                                          | Voto popular | Voto popular | Voto popular | Regidores | Regidores |
| Partidos y coaliciones | Partidos y coaliciones                                          | Votos        | %            | +/−          | Total     | +/−       |
| | Movimiento Independiente Trabajando para Todos (MITT)           | 18,842       | 31.20        | +7.42        | 7         | +5        |
| | Movimiento Regional AYNI (AYNI)                                 | 17,719       | 29.34        | +18.22       | 2         | +1        |
| | Movimiento Regional AGUA (AGUA)1                                | 6,120        | 10.13        | +3.75        | 1         | +1        |
| | Huancavelica Sostenible (HS)                                    | 6,038        | 10.00        | Nuevo        | 1         | +1        |
| | Movimiento Independiente de Campesinos y Profesionales (MINCAP) | 5,945        | 9.84         | –0.84        | 0         | ±0        |
| | Somos Perú (SP)                                                 | 2,276        | 3.77         | n/a          | 0         | ±0        |
| | Democracia Directa (DD)                                         | 1,346        | 2.23         | Nuevo        | 0         | ±0        |
| | Alianza para el Progreso (APP)                                  | 1,117        | 1.85         | –1.34        | 0         | ±0        |
| | Acción Popular (AP)                                             | 771          | 1.28         | +0.47        | 0         | ±0        |
| | Perú Libertario (PL)                                            | 223          | 0.37         | Nuevo        | 0         | ±0        |
| |                                                                 |              |              |              |           |           |
| Total | Total                                                           | 60,397       |              |              | 11        | ±0        |
| |                                                                 |              |              |              |           |           |
| Votos válidos | Votos válidos                                                   | 60,397       | 80.42        | –4.41        |           |           |
| Votos en blanco | Votos en blanco                                                 | 3,586        | 4.78         | –4.61        |           |           |
| Votos nulos | Votos nulos                                                     | 11,116       | 14.80        | +9.02        |           |           |
| Votos emitidos | Votos emitidos                                                  | 75,099       | 81.01        | –2.10        |           |           |
| Abstenciones | Abstenciones                                                    | 17,603       | 18.99        | +2.10        |           |           |
| Votantes registrados | Votantes registrados                                            | 92,702       |              |              |           |           |
| |                                                                 |              |              |              |           |           |
| Fuente: |                                                                 |              |              |              |           |           |
| Notas al pie: 1 Comparado con los resultados del Acción de Gobernabilidad para la Unidad Andina (AGUA) en las elecciones de 2014. |                                                                 |              |              |              |           |           |
| Notas al pie: |                                                                 |              |              |              |           |           |
| 1 Comparado con los resultados del Acción de Gobernabilidad para la Unidad Andina (AGUA) en las elecciones de 2014.               |                                                                 |              |              |              |           |           |

### Concejo Provincial de Huancavelica
| Cargo                               | Autoridad electa          | Partido político | Partido político                               |
| ----------------------------------- | ------------------------- | ---------------- | ---------------------------------------------- |
| Alcalde Provincial de Huancavelica  | Rómulo Cayllahua Paytán   |                  | Movimiento Independiente Trabajando para Todos |
| Regidor Provincial de Huancavelica  | Edgar Ruiz Villar         |                  | Movimiento Independiente Trabajando para Todos |
| Regidor Provincial de Huancavelica  | Freddy Cencia de la Cruz  |                  | Movimiento Independiente Trabajando para Todos |
| Regidora Provincial de Huancavelica | Yovana Quispe Paytán      |                  | Movimiento Independiente Trabajando para Todos |
| Regidor Provincial de Huancavelica  | Hugo Rojas Yauri          |                  | Movimiento Independiente Trabajando para Todos |
| Regidor Provincial de Huancavelica  | Santiago Ataypoma Gavilán |                  | Movimiento Independiente Trabajando para Todos |
| Regidor Provincial de Huancavelica  | Cancio Inga García        |                  | Movimiento Independiente Trabajando para Todos |
| Regidor Provincial de Huancavelica  | Nicolás Encizo Taype      |                  | Movimiento Independiente Trabajando para Todos |
| Regidor Provincial de Huancavelica  | Juan Zanabria Olarte      |                  | Movimiento Regional AYNI                       |
| Regidor Provincial de Huancavelica  | Simeón Suárez Acero       |                  | Movimiento Regional AYNI                       |
| Regidor Provincial de Huancavelica  | Rodrigo Roca Raymundo     |                  | Movimiento Regional AGUA                       |
| Regidora Provincial de Huancavelica | Elsa Benavente Salazar    |                  | Huancavelica Sostenible                        |

## Elecciones municipales distritales

### Sumario general
| | Movimiento Independiente Trabajando para Todos (MITT)           | 13,965 | 35.25 |       | 9  | +3 |  |  |
| | Movimiento Regional AYNI (AYNI)                                 | 13,460 | 33.97 |       | 8  | +6 |  |  |
| | Movimiento Independiente de Campesinos y Profesionales (MINCAP) | 3,879  | 9.79  |       | 0  | –1 |  |  |
| | Movimiento Regional AGUA (AGUA)1                                | 3,153  | 7.96  |       | 1  | +1 |  |  |
| | Somos Perú (SP)                                                 | 2,247  | 5.67  |       | 0  | ±0 |  |  |
| | Huancavelica Sostenible (HS)                                    | 1,006  | 2.54  | Nuevo | 0  | ±0 |  |  |
| | Acción Popular (AP)                                             | 693    | 1.75  |       | 0  | ±0 |  |  |
| | Alianza para el Progreso (APP)                                  | 632    | 1.60  |       | 0  | ±0 |  |  |
| | Frente Amplio (FA)                                              | 426    | 1.08  |       | 0  | ±0 |  |  |
| | Democracia Directa (DD)                                         | 97     | 0.24  |       | 0  | ±0 |  |  |
| | Perú Libertario (PL)                                            | 64     | 0.16  | Nuevo | 0  | ±0 |  |  |
| |                                                                 |        |       |       |    |    |  |  |
| Total | Total                                                           | 39,622 |       |       | 18 | ±0 |  |  |
| |                                                                 |        |       |       |    |    |  |  |
| Votos válidos | Votos válidos                                                   | 39,622 | 77.27 |       |    |    |  |  |
| Votos en blanco | Votos en blanco                                                 | 2,769  | 5.40  |       |    |    |  |  |
| Votos nulos | Votos nulos                                                     | 8,889  | 17.33 |       |    |    |  |  |
| Votos emitidos | Votos emitidos                                                  | 51,280 | 81.44 |       |    |    |  |  |
| Abstenciones | Abstenciones                                                    | 11,687 | 18.56 |       |    |    |  |  |
| Votantes registrados | Votantes registrados                                            | 62,967 |       |       |    |    |  |  |
| |                                                                 |        |       |       |    |    |  |  |
| Fuente: |                                                                 |        |       |       |    |    |  |  |
| Notas al pie: 1 Comparado con los resultados de Acción de Gobernabilidad para la Unidad Andina (AGUA) en las elecciones de 2010. |                                                                 |        |       |       |    |    |  |  |
| Notas al pie: |                                                                 |        |       |       |    |    |  |  |
| 1 Comparado con los resultados de Acción de Gobernabilidad para la Unidad Andina (AGUA) en las elecciones de 2010.               |                                                                 |        |       |       |    |    |  |  |

### Resultados por distrito
La siguiente tabla enumera el control de los distritos de la provincia de Huancavelica. El cambio de mando de una organización política se resalta del color de ese partido.
| Distrito         | Alcalde(sa) titular         | Partido político | Partido político           | Alcalde(sa) electo(a)       | Partido político | Partido político         |
| ---------------- | --------------------------- | ---------------- | -------------------------- | --------------------------- | ---------------- | ------------------------ |
| Acobambilla      | Fernando Villazana Ignacio  |                  | Movimiento Regional AYNI   | Guillermo Pérez Sapallanay  |                  | Trabajando para Todos    |
| Acoria           | Miguel Asparrín Rojas       |                  | Trabajando para Todos      | Elmer Quispe Rodrigo        |                  | Trabajando para Todos    |
| Ascensión        | Ebet Martínez Romero        |                  | Movimiento Regional AYLLU  | Edwin Muñoz Quispe          |                  | Movimiento Regional AYNI |
| Conayca          | Leonardo Cárdenas Zuasnabar |                  | Trabajando para Todos      | Donato Sullcaray Huaroc     |                  | Trabajando para Todos    |
| Cuenca           | Rodi Rafael Quispe          |                  | Movimiento Regional AYLLU  | Emilio Huarocc Alvitrez     |                  | Movimiento Regional AYNI |
| Huachocolpa      | Arcadio Huamaní Carhuapoma  |                  | Trabajando para Todos      | Luis Paquiyauri García      |                  | Movimiento Regional AYNI |
| Huando           | Rigoberto Gallegos Escobar  |                  | Trabajando para Todos      | Fidel Simón Ccente          |                  | Movimiento Regional AYNI |
| Huayllahuara     | Inocencio Eulogio Ríos      |                  | Movimiento Regional AYLLU  | Alfredo Chanca Gómez        |                  | Movimiento Regional AYNI |
| Izcuchaca        | Bécquer Acuña Ramos         |                  | Movimiento Regional AYLLU  | Julio de la Cruz Sulca      |                  | Movimiento Regional AGUA |
| Laria            | Richard Ccanto Torres       |                  | Movimiento Regional AYLLU  | Urbano Cuicapuza Huamancaja |                  | Trabajando para Todos    |
| Manta            | Lewis Araujo Curilla        |                  | Movimiento Regional AYNI   | Raúl Surichaqui Soto        |                  | Movimiento Regional AYNI |
| Mariscal Cáceres | Alejandro Huamaní Romero    |                  | Movimiento Regional AYLLU  | Jesús Sánchez Ramos         |                  | Trabajando para Todos    |
| Moya             | Abraham Claros Vila         |                  | Trabajando para Todos      | Roberto Salas Enríquez      |                  | Trabajando para Todos    |
| Nuevo Occoro     | Alberto Gonzales Ortega     |                  | Campesinos y Profesionales | Alejandro Ccente Asto       |                  | Movimiento Regional AYNI |
| Palca            | Walter Casavilca de la Cruz |                  | Movimiento Regional AYLLU  | Edwin Rojas Felipe          |                  | Trabajando para Todos    |
| Pilchaca         | Miguel Huaroc Curi          |                  | Movimiento Regional AYLLU  | Isidoro Rojas Curiñaupa     |                  | Trabajando para Todos    |
| Vilca            | Hernán Rojas Chamorro       |                  | Movimiento Regional AYLLU  | Alfonso Araujo Mucha        |                  | Movimiento Regional AYNI |
| Yauli            | Simión Taipe Sedano         |                  | Trabajando para Todos      | Silvestre Soto Olarte       |                  | Trabajando para Todos    |